# Zwerg-Seifenkraut
Die Pflanzenart Zwerg-Seifenkraut (Saponaria nana, Syn.: Saponaria pumilio, Saponaria pumila) ist eine Pflanzenart aus der Gattung der Seifenkräuter (Saponaria) innerhalb der Familie der Nelkengewächse (Caryophyllaceae). Sie sollte nicht verwechselt werden mit der nur in Vorderasien vorkommenden Seifenkraut-Art Saponaria pumilio Boiss.

## Beschreibung

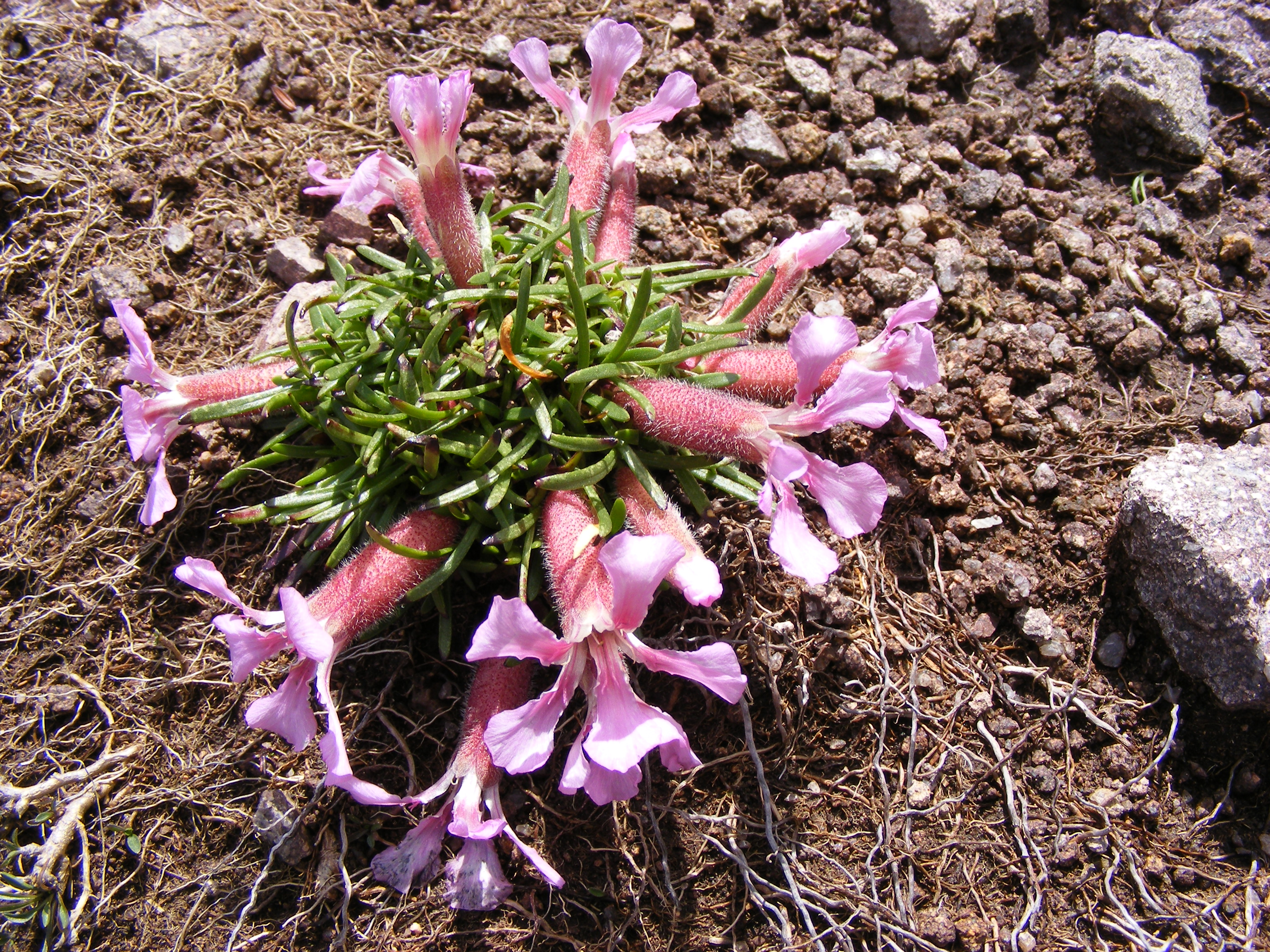
Habitus und Blüten

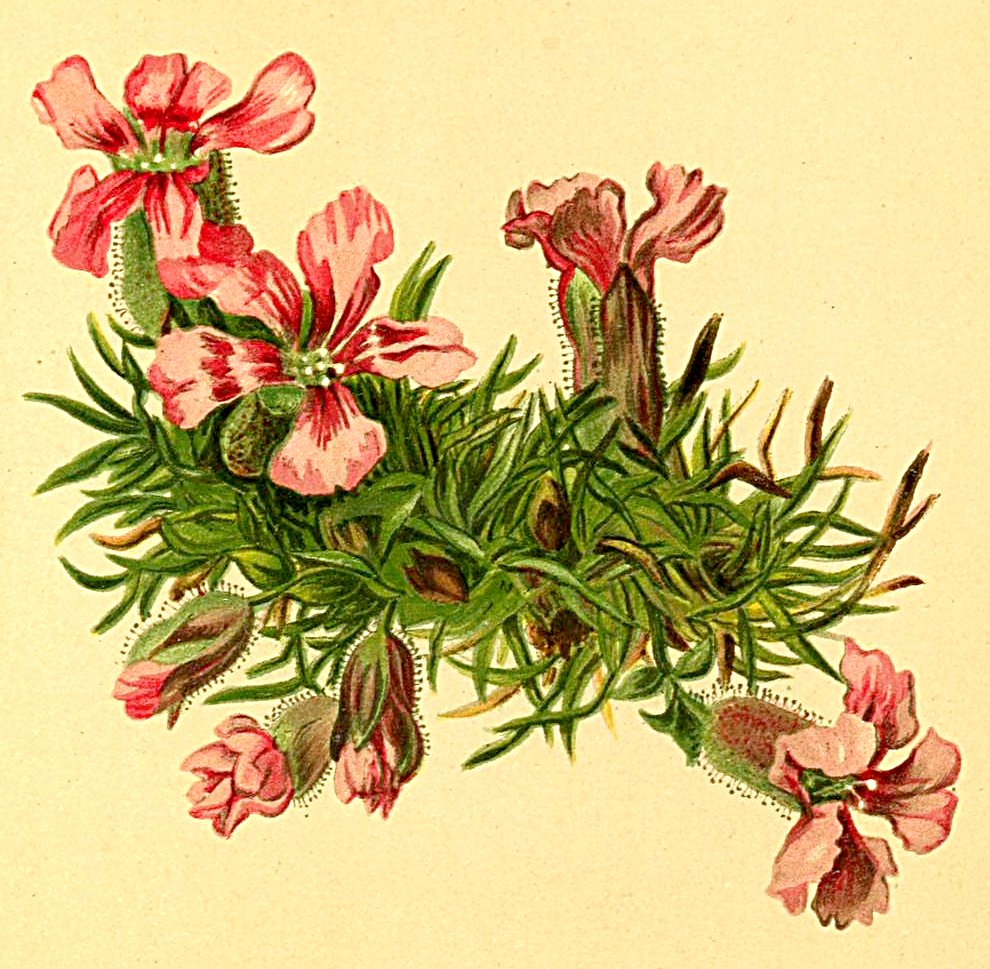
Illustration aus Atlas der Alpenflora

### Vegetative Merkmale
Das Zwerg-Seifenkraut ist eine fast kahle und ausdauernde krautige Pflanze, die in flachen Polstern wächst. Eine starke Wurzel verankert die Pflanze im Boden. Die Stängel sind sehr kurz, meist kürzer als die Einzelblüte. 
Die einfachen, kahlen und etwas fleischigen Laubblätter sind bei einer Länge von 13 bis 26 Millimetern sowie einer Breite von 1 bis 2 Millimetern linealisch mit stumpfem oder zugespitztem oberen Ende.

### Generative Merkmale
Die Blütezeit reicht von Juli bis September. Die relativ kurz gestielten Blüten erscheinen einzeln oder zu zweit. Die blühenden Sprossabschnitte sind aufrecht und bis 10 Zentimeter hoch und besitzen zwei gestreckte Internodien.
Die zwittrigen, relativ großen Blüten sind radiärsymmetrisch und fünfzählig mit doppelter Blütenhülle. Der rötliche Kelch ist 13 bis 20 Millimeter lang, er ist etwas aufgeblasen und zottig behaart, seine kleinen Zähne sind eiförmig und rundspitzig. Die Blütenkrone besitzt einen Durchmesser von 20 bis 25 Millimetern. Die Kronblätter besitzen eine verkehrt-eiförmige und rosafarbene Platte mit rötlich-weißlichem Nagel. Am Schlund sind lange und gabelige, pfriemliche bis 4 Millimeter lange Anhängsel vorhanden. Die Platte ist 7 bis 9 Millimeter lang und meist ausgerandet. Es sind meist drei, selten nur zwei Griffel vorhanden.
Die kleine Kapselfrucht ist kürzer als der Kelch. Die braunen Samen sind etwa 2 Millimeter dick.

## Ökologie und Inhaltsstoffe
Durch den Polsterwuchs ist das Zwerg-Seifenkraut sehr gut an hochalpines Klima angepasst. Bestäuber sind langrüsslige Tagfalter.
Ein wichtiger Inhaltsstoff ist Saponin, das in wässriger Lösung wie Seife schäumt.

## Vorkommen
Sie kommt nur in den Ostalpen, in Österreich subendemisch (Steiermark, Kärnten, Salzburg und Osttirol) sonst nur in Südtirol und Cadore vor. Ihre Vorkommen liegen meist in Höhenlagen von 1700 bis 2600 Metern, selten tiefer.
Standorte sind meist kalkarme Böden, Magerrasen, Zwergstrauchheiden und Latschenkiefer-Gebüsche und oft offene Gämsheidenteppiche. 